# Pangodi
Pangodi (tyska: Spankau) är en by (estniska: küla) i Kambja kommun i landskapet Tartumaa i sydöstra Estland. Byn ligger vid sjön Pangodi järv, cirka tolv kilometer österut från staden Elva.